# Лауфбергер, Вилем
Вилем Лауфбергер (чеш. Vilém Laufberger; 29 августа 1890, Турнов, Чехия — 29 декабря 1986, Прага, Чехословакия) — чешский и чехословацкий физиолог.

## Биография
Родился 29 августа 1890 года в Турнове. В 1911 году поступил на медицинский факультет Карлова университета, который он окончил в 1916 году. С 1916 по 1921 год работал в Пражском университете. С 1921 по 1936 год работал в университете в Брно. С 1952 по 1961 год занимал должность профессора физиологии Карлова университета.
Скончался 29 декабря 1986 года в Праге.

## Научные работы
Основные научные работы посвящены изучению действия биологически активных веществ на физиологические функции. Автор свыше 150 научных работ.
- В 1912 году первым показал, что кормление аксолотлей тканью щитовидной железы ускоряет метаморфоз их в амблистомы.
- Выяснил механизмы влияния инсулина на организм.
- Изучал активность ЦНС, пропагандировал исследование протекающих в ней процессов с позиции моделирования; предложил теорию памяти на основе циркуляции возбуждения.
- Открыл и выделил ферритин в кристаллической форме.
- Усовершенствовал методику вектокардиографии и предложил метод спациокардиографии.

## Членство в обществах
- 1952-86 — Член Чехословацкой АН.
- 1952-61 — Вице-президент Чехословацкой АН.

## Награды и премии
- 1954 — Государственная премия ЧССР.
- 1956 — Медаль имени Я. Пуркине.
- 1962 — Золотая медаль Чехословацкой АН.
- 1970 — Золотая медаль имени Я. Пуркине.
- 1974 — Премия имени Я. Пуркине.

## Дополнительные источники
- Бабий Т. П. и др. Лауфбергер Вилем // Биологи. Биографический справочник / отв. ред. Ф. Н. Серков. — Киев: Наукова думка, 1984. — С. 360—361. — 816 с.
- Макаров В. А. Лауфбергер Вилем // Большая медицинская энциклопедия : в 30 т. / гл. ред. Б. В. Петровский. — 3-е изд. — М. : Советская энциклопедия, 1980. — Т. 12 : Криохирургия — Ленегр. — С. 354. — 536 с. : ил.